# 徐愛
徐 愛（じょ あい、1487年（成化23年） - 1517年（正徳12年））は、中国明代の陽明学者。字は曰仁、号は横山。紹興府余姚県の出身（王陽明とは同郷である）。早くから王陽明に従い、王陽明の妹を妻に娶った。『伝習録』序文と上巻十四条の筆録者。
王陽明から「曰仁は我が門の顔回だ」と評されたが、顔回と同じく31歳で病没し、王陽明は食事も喉を通らぬほどに悲しんだという。

## 陽明学について語った言葉
「心はいわば鏡だ。ただ、聖人の心は明鏡であり、常人の心は曇った鏡である。近世の格物の説は、鏡で物を映す場合にたとえれば、映すことに功夫を集中するだけで、鏡が曇っているかどうかを問題にしないというのだから、これではいったい物が映るわけがない。陽明先生の格物は、いわば、鏡を磨いて透明にするというわけで、磨くということに功夫を集中するのだから、透明になった後は、あらゆるものをいつでも映しだすことができる。」